# Горила, що викрадає жінку

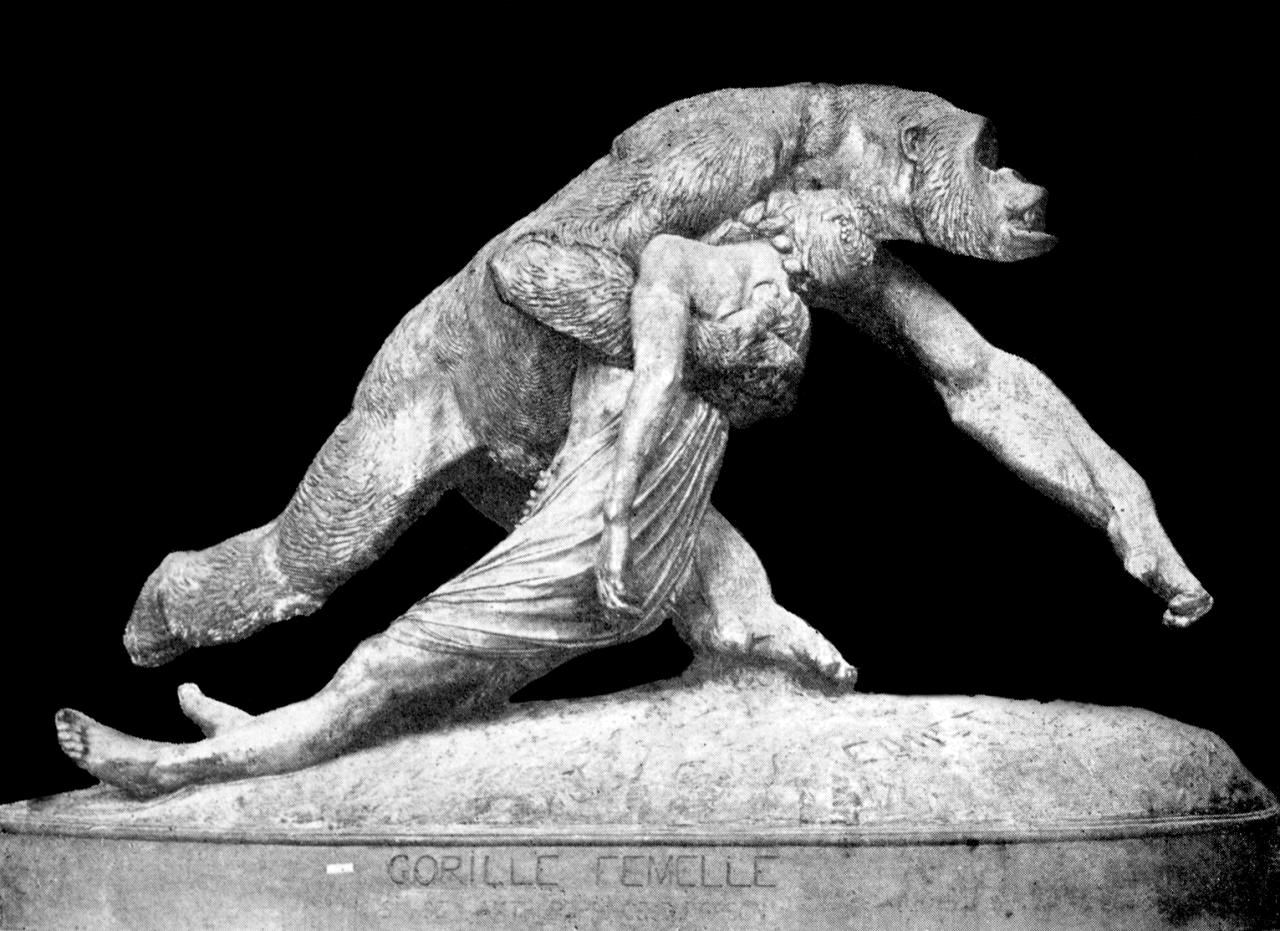
Горила, яка викрадає негритянку, - скульптура, що викликала скандал на Салоні в 1859. Одна з рідкісних фотографій цієї роботи, що збереглися, знищеної в 1861 (репродукція з книги Фрем'є, з серії Майстра мистецтв (1934)

Горила, яка викрадає жінку, — гіпсова скульптурна композиція авторства Емманюеля Фрем'є, створена ним у 1887. Перша версія під назвою «Горила, яка викрадає негритянку» (знищена в 1861) викликала скандал на Салоні в 1859, пов'язаний з полемікою навколо теорії еволюції Чарльза Дарвіна. Версія 1887 року, відмінна від першої, була удостоєна почесної медалі на Салоні Товариства французьких художників у 1887. Робота стала одним із джерел натхнення для творців Кінг-Конга. Скульптура зберігається у Музеї образотворчих мистецтв у Нанті.
У 2016 гіпсову скульптуру показано в рамках виставки «Огляд нелюдського» у Виставковому залі Ліпсіусбау, у Дрездені.